# Oxiúro
O oxiúro (Enterobius vermicularis) é um verme nemátode com menos de 15 mm (machos) ou no máximo 20 mm (fêmeas) de comprimento, e que parasita o intestino dos mamíferos, principalmente primatas, incluindo o homem. É responsável pela oxiurose (ou enterobiose). Devido ao seu tamanho, pode, em raros casos, causar apendicite.

## Ciclo reprodutivo
Todo seu ciclo reprodutivo ocorre dentro do sistema gastrointestinal humano. Os ovos ingeridos eclodem no duodeno e crescem rapidamente para 140-150 micrometros, migrando para o intestino em direção ao cólon. Eles fazem duas "mudas" e se tornam adultos. As fêmeas adultas geralmente chegam a 8-13mm e vivem 5 a 13 semanas enquanto os machos chegam a apenas 2 a 5mm e vivem apenas 7 semanas, após a fase reprodutiva no íleo. As fêmeas se espalham pelo intestino e produzem mais de 10.000 ovos cada, depositando-os no reto e morrendo pouco depois.

Tratamento da oxiurose

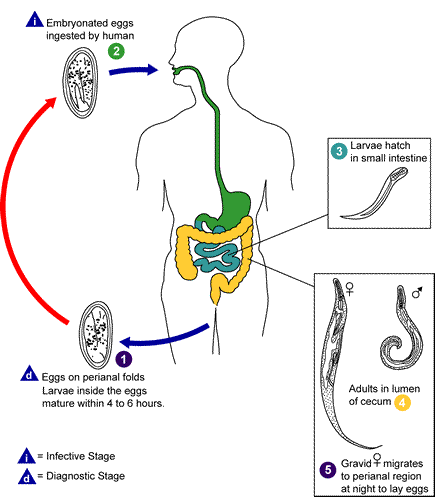
Ciclo

O tratamento de escolha é o pamoato de pirantel na dose de 10 mg/kg em dose única, não ultrapassando 1g, por via oral, preferencialmente em jejum. Apresenta uma eficácia em torno de 80 a 100% de cura, com poucos efeitos adversos, tais como: cefaléia, tonturas e distúrbios gastrointestinais leves. Sugere-se na maioria dos casos a repetição do tratamento, aumentando assim a taxa de cura deste nematódeo intestinal.
Como terapia alternativa à participação dos benzi-midazólicos de uso em humanos, mebendazol e albendazol em dose única e repetição em 2 semanas. O mebendazol é administrado por via oral, 100 mg, independente da idade do paciente, apresentando eficácia de 90 a 100% de cura, com raros efeitos colaterais. O albendazol é receitado na dose de 400 mg, também independente da idade, e proporcionando taxa de cura também perto dos 100%. Náuseas, vômitos, diarréia, secura na boca e prurido cutâneo podem surgir após a ingestão, porém é raro o seu acometimento.